# Get-Rich-Quick Wallingford
Pour plus de détails, voir Fiche technique et Distribution.
Get-Rich-Quick Wallingford est un film américain film muet et en noir et blanc réalisé par Frank Borzage, sorti en 1921.

## Synopsis
Deux gredins escroquent une ville en Iowa en se faisant passer pour des hommes d'affaires à la recherche d'opportunités d'investissement. Avec l'argent de la ville, ils construisent une usine qui produit des clous pour tapis, engrangeant de l'argent auprès des actionnaires locaux. Ces derniers soupçonnent une arnaque, aussi les deux filous sont-ils sur le point de s'enfuir. Mais voilà qu'un autre investisseur propose d'acheter leur usine. Les deux escrocs se retrouvent soudain riches mais, cette fois, de façon honnête. Ils finiront par s'installer dans la ville et épouseront deux braves filles.

## Fiche technique
- Titre original : Get-Rich-Quick Wallingford
- Réalisation : Frank Borzage
- Scénario : Luther Reed, d'après le roman éponyme de George M. Cohan et George Randolph Chester (1908)
- Décors : Joseph Urban
- Photographie : Chester Lyons
- Société de production : Cosmopolitan Productions
- Société de distribution : Paramount Pictures
- Pays de production :  États-Unis
- Langue d'origine : anglais américain
- Format : noir et blanc — 35 mm — 1,33:1 — muet
- Genre : comédie
- Durée : 70 minutes (7 bobines)
- Dates de sortie :
  - États-Unis : 4 décembre 1921

## Distribution
- Sam Hardy : J. Rufus Wallingford
- Norman Kerry : « Blackie » Daw
- Doris Kenyon : Fannie Jasper
- Diana Allen : Gertrude Dempsey
- Edgar Nelson : Eddie Lamb
- Billie Dove : Dorothy Wells
- Mac Barnes : Andrea Dempsey
- William T. Hayes : G. W. Battles
- Horace James : Timothy Battles
- John Woodford : M. Wells
- Mrs. Charles Willard
- Eugene Keith : Harkins
- William Carr : Quigg
- William Robyns : Abe Gunther
- Patterson Dial : Bessie
- Jerry Sinclair : Juge Lampton
- Benny One : le valet de Wallingford